# Joan Lluís Torres Faner
Joan Lluís Torres Faner (Ciutadella de Menorca, 1968) és un polític menorquí. Ha estat conseller de Cultura del Consell Insular de Menorca en representació del PSM de Menorca. També fou regidor a l'Ajuntament de Ferreries per l'Entesa de l'Esquerra de Ferreries. És el president de l'Ateneu Musical de Ferreries.